# Nikah Halala
Le Nikah Halala est une pratique controversée de certains musulmans sunnites afin de permettre le remariage d'une personne avec une autre, malgré un précédent divorce religieux entre elles.
Selon la croyance, un homme ne peut se remarier avec une femme après avoir prononcé le « triple talâq », sauf si elle se remarie avec un autre homme, qu'elle consomme son mariage avec et que ce nouveau mari divorce (ou décède).
Le Nikah Halala serait fréquent dans certaines communautés musulmanes sud-asiatiques au Royaume-Uni par exemple et l'un des effets est de mettre la femme dans une position très vulnérable.
Le film iranien Nikah Halala (en) (1971) a pour thème cette pratique. Le sujet est aussi abordé dans un opéra-comique de Poisson de La Chabeaussière en 1805, Gulistan ou le Hulla de Samarcande, où le hulla désigne le second mari.